# Antônio Furlan
Antônio Paulo de Oliveira Furlan, bekannt als Antônio Furlan, (* 9. Juli 1973 in San José, Costa Rica) ist ein in Costa Rica geborener brasilianischer Arzt und Politiker. Er ist Mitglied der Partei Cidadania und seit 2021 Bürgermeister von Macapá, der Hauptstadt von Amapá.

## Politische Laufbahn
Furlan, Sohn von José Furlan Junior und Mirian Paulo de Oliveira Furlan, ist Kardiologe. Von 2009 bis 2019 war er Mitglied des Partido Trabalhista Brasileiro (PTB) und wechselte 2019 die Partei. Er war zwischen 2013 und 2020 Abgeordneter in der Legislativversammlung von Amapá und verließ sein Amt mitten in der 8. Legislaturperiode, als er in der zweiten Runde der Kommunalwahlen in Brasilien 2020  mit 55,67 % der gültigen Stimmen zum Stadtpräfekten (Bürgermeister) der Landeshauptstadt Macapá gewählt wurde. Er schlug dabei Josiel Alcolumbre der Democratas (DEM), Bruder des Senatspräsidenten Davi Alcolumbre.